# Península de Paria
La península de Paria o Tierra de Gracia (anomenada així per Cristòfor Colom), està ubicada a l'extrem nord de la Serrania del Litoral Oriental, a la jurisdicció dels municipis d'Arismendi, Mariño i Valdez de l'estat de Sucre, a Veneçuela, i separa el Golf de Paria del mar Carib.

## Context geogràfic
La península reuneix una gran varietat de zones, des de platges fins a boscs de muntanya, passant per extenses sabanes, i compta amb dos parcs nacionals: el Parc Nacional de Paria, des d'on es veu l'illa de Trinitat, i el Parc Nacional de Turuepano, al cor del delta de Pària.

## Flora i fauna
La vegetació va del bosc espès a partir dels 1.000 m als xeròfits a mesura que ens acostem a la costa. El clima càlid i plujós propicia que hi hagi molta vegetació i, segons els experts, compta amb espècies transportades per les aigües de l'Orinoco des de la Guaiana i espècies natives, que sols es troben en aquests territoris.
Les condicions a la península afavoreixen la presència de diferents espècies d'aus i subespècies noves per a la ciència que viuen sols dins el parc natural, com el vistós colibrí de cua de tisora (Hylonympha macrocerca). Entre els mamífers trobem el caputxí carablanc (Cebus capucinus), la rata espinosa (família Echimyidae), a banda de cèrvids, guineus, mones udoladores (gènere Alouatta) i pècaris de collar (Tayassu tajacu).